# Adenia metamorpha
Adenia metamorpha är en passionsblomsväxtart som beskrevs av Hearn. Adenia metamorpha ingår i släktet Adenia och familjen passionsblomsväxter. Inga underarter finns listade i Catalogue of Life.